# Dust-to-Digital
Dust-to-Digital is een Amerikaans platenlabel gespecialiseerd in het documenteren van de geschiedenis van de Amerikaanse populaire muziek.
Het label brengt historische (en vaak zeldzame) opnames van onder meer blues, gospel, jazz en country & western opnieuw uit in sets met uitgebreide documentatie. Het label, een initiatief van Steven Lance Ledbetter, startte met de uitgave van een box met gospel-opnames, "Goodbye Babylon", in 2004, waarna nog zeventien andere titels volgden (2012). Twee titels werden genomineerd voor een ARSC Award en verschillende sets voor een Grammy. "Art of Field Recording Volume 1" kreeg in 2008 een Grammy voor beste historische album. Ook won het een prijs van het blad Living Blues.  Het label is gevestigd in Atlanta, Georgia.